# Leuchttürme Adschihol
Die Leuchttürme Adschihol sind ein Unterfeuer, Mittelfeuer und Oberfeuer. Unter- und Mittelfeuer stehen im Fahrwasser des Dnepr-Bug-Limans, das Oberfeuer auf Land im Rajon Otschakiw. Der markante Turm des Mittelfeuers wurde 1911 vom russischen Ingenieur, Erfinder und Universalgelehrten Wladimir Grigorjewitsch Schuchow konstruiert.
Diese Leuchttürme werden oft verwechselt mit den Leuchttürmen von Stanislaw auch Leuchttürme Stanislaw-Adschihol genannt, die jedoch rund 50 km entfernt im Ostteils des Limans liegen.

## Beschreibung
Die Richtfeuerstrecke dient der Sichtnavigation im westlichen Bereich des Limans für Schiffe, die in die Dneprmündung einlaufen. Das weiße Licht ist nur auf der Richtfeuerlinie 69,1° sichtbar.

### Unterfeuer
Das Unterfeuer, ein grauer vierseitiger Betonturm mit roter rechteckiger Markierung. Er steht im Fahrwasser, gut 7 km östlich von Otschakow und ist 9,95 km vom Oberfeuer entfernt.

### Mittelfeuer
Der Adschihol-Leuchtturm (Adschyholskyj Majak Serednij) stellt ein Rotationshyperboloid dar. Der Durchmesser am Fundament ist 18 m, am oberen Ring 7 m. Die Höhe des Turms vom Fundament bis zur oberen Galerie ist 59 m. Oben ist eine achteckige, 4 m hohe Unterkunft für den Leuchtfeuerwärter. Der Aufbau für das Laternenhaus ist sechseckig mit Pyramidendach. Das Gittergerüst des Turmes ist ein verbundenes, starres System. In der Mitte des Turms führt ein Eisenrohr mit 2 m Durchmesser nach oben mit einer Wendeltreppe aus Stahl. Eine ähnliche Konstruktion hat das Unterfeuer des Leuchtturms Stanislaw, der etwa 36 km weiter ostsüdöstlich steht.

### Oberfeuer
Das Oberfeuer ist eine schlichte Stahlgitterkonstruktion. Daneben steht ein einstöckiges weißes Gebäude für Personal und Technik. Das Dorf Dmytriwka liegt 2 km westlich davon.
| Feuer | Feuer | Positionskordinaten  | Höhe in m       | Höhe in m      | Kennung  | Reichweite      | Nummer                                             |                   |
| Feuer | Feuer | Positionskordinaten  | Feuer           | Bau            | Kennung  | Reichweite      | Nummer                                             |                   |
| ----- | --- | -------------------- | --------------- | -------------- | -------- | --------------- | -------------------------------------------------- | ----------------- |
| 🢃     | Bild gesucht Die Wikipedia wünscht sich an dieser Stelle ein Bild vom hier behandelten Ort. Weitere Infos zum Motiv findest du vielleicht auf der Diskussionsseite . Falls du dabei helfen möchtest, erklärt die Anleitung , wie das geht. BW | 46° 36′ N, 31° 39′ O | 36 ft (11 m)    | 33 ft (10,1 m) | Q.R.     | 3 sm (5,6 km)   | UKHO: N 5130 NGA: 18068 ARLHS: UKR-054 UKR: 0670   | [ 3 ] [ 4 ]       |
| ⊙     | siehe Infobox | siehe Infobox        | 98 ft (29,9 m)  | 98 ft (29,9 m) | Iso.W.4s | 17 sm (31,5 km) | UKHO: N 5130.1 NGA: 18072 ARLHS: UKR-055 UKR: 0671 | [ 3 ] [ 4 ] [ 5 ] |
| 🢁     | Bild gesucht Die Wikipedia wünscht sich an dieser Stelle ein Bild vom hier behandelten Ort. Weitere Infos zum Motiv findest du vielleicht auf der Diskussionsseite . Falls du dabei helfen möchtest, erklärt die Anleitung , wie das geht. BW | 46° 38′ N, 31° 46′ O | 220 ft (67,1 m) | 97 ft (29,6 m) | F.W.     | 23 sm (42,6 km) | UKHO: N 5130.2 NGA: 18076 ARLHS: UKR-042 UA: 042   |                   |

```
 
🢁
 
Oberfeuer (hinten)
 
⊙
 
Mittelfeuer
 
🢃
 
Unterfeuer (vorne)
```

### Militärische Eroberung 2022
Seit dem 24. Februar 2022, dem ersten Tag des russischen Überfalls auf die Ukraine, erfolgte landesweit durch Russische Streitkräfte die Bombardierung und Invasion durch teilweise Besetzung ukrainischen Territoriums.